# Tour de Flandre-Orientale
Le Tour de Flandre-Orientale (Ronde van Oost-Vlaanderen, voire Ronde van de Provincie Oost-Vlaanderen  en néerlandais) est une course cycliste par étapes belge, disputé dans la province de Flandre-Orientale. Il a été créé en 2013.
L'édition 2020 est annulée.

## Palmarès
| Année | Vainqueur          | Deuxième                  | Troisième          |
| ----- | ------------------ | ------------------------- | ------------------ |
| 2013  | Daan Myngheer      | Bert Van Lerberghe        | Jelle Mannaerts    |
| 2014  | Daniel McLay       | Maarten Craeghs           | Bert Van Lerberghe |
| 2015  | Franklin Six       | Mathias Van Gompel        | Bavo Haemels       |
| 2016  | William Elliott    | Lionel Taminiaux          | Mark Stewart       |
| 2017  | Sander De Pestel   | Brent Van Moer            | Edward Walsh       |
| 2018  | Alfdan De Decker   | Stan Dewulf               | Ayco Bastiaens     |
| 2019  | Florian Vermeersch | Jasper De Plus            | Sander De Pestel   |
| 2020  | annulé             |                           |                    |
| 2021  | Gust Lootens       | Jeno Grootjans            | Jarne Van Grieken  |
| 2022  | Roy Hoogendoorn    | Sebastian Kirkedam Larsen | Ben Squire         |
| 2023  | Magnus Sørbø       | Ben Squire                | Jente Grootjans    |
| 2024  | Brem Deman         | Milan Van den Haute       | Daan Stevens       |
| 2025  | Ferre Geeraerts    | Gaetan Warnier            | Artuur Torney      |